# Dva kolory
 (mai 2025).
Deux couleurs (Ukrainian:  Два кольори) est une chanson de 1964 composée par Oleksandr Bilash, avec des paroles de Dmytro Pavlychko. Bien qu'elle ait été interprétée pour la première fois par Anatoliy Mokrenko, elle n'a été ni enregistrée ni publiée avant une représentation en octobre 1964 par Dmytro Hnatyuk.

## Histoire
Selon la fille d'Oleksandr Bilash, la chanson « Deux Couleurs » trouve son origine lors du congrès du Komsomol d'Ukraine qui s’est tenu le 29 février 1964. Dmytro Pavlychko, présent à l’événement avec Bilash, a remarqué le mouchoir d’une femme nommée Liudmyla Moldovan, assise en face de lui. Décrivant les couleurs du mouchoir à son père — des roses rouges sur fond noir — il aurait déclaré : « Le rouge, c’est l’amour, et le noir, c’est le deuil. » Cette impression a inspiré Pavlychko à écrire un poème ; il en a griffonné les premiers vers sur ses genoux, puis les a montrés à Bilash, assis à ses côtés. Par la suite, ils ont quitté le congrès ensemble pour se rendre à Vorzel, où ils ont composé la chanson en l’espace d’une demi-heure.
La chanson « Deux Couleurs » a été interprétée pour la première fois par Anatoliy Mokrenko devant le Conseil artistique de la Radio ukrainienne, conformément à la procédure alors en vigueur pour qu’une œuvre puisse être enregistrée et diffusée. Toutefois, le Conseil en a interdit la publication, la qualifiant de « chanson nationaliste ». Cette décision s’expliquait par le fait que le rouge et le noir étaient les couleurs du drapeau de l’Armée insurrectionnelle ukrainienne, et qu’un vers des paroles ressemblait à celui d’un chant nationaliste ukrainien. Par la suite, Pavlychko et Bilash ont été convoqués par le KGB, qui les a accusés d’être des partisans de Bandera. Pavlychko a vigoureusement rejeté cette accusation. Il a précisé que ces deux couleurs lui évoquaient les serviettes et la chemise de sa mère, et qu’elles figuraient également sur le drapeau de la Commune de Paris — un argument qui a finalement convaincu les censeurs que la chanson était inoffensive sur le plan idéologique. Plus tard, dans une interview, Pavlychko a reconnu que cet interrogatoire les avait profondément effrayés, car, selon lui, « il aurait été facile de prouver qu’il s’agissait d’une chanson nationaliste, liée à notre mouvement, l’OUN, etc.
«« Deux Couleurs » a été interprétée en public pour la première fois par Dmytro Hnatyuk le 7 octobre 1964, un mois avant les célébrations de la Révolution d'Octobre. La chanson figurait parmi les préférées de Hnatyuk, qui déclara un jour qu’elle représentait l’Ukraine. L’attachement de Hnatyuk à cette chanson a également été souligné par Pavlychko, un ami proche, qui affirma qu’il « la chante avec son cœur ».

## Héritage
Depuis sa première sortie, « Two Colours » est devenue une chanson folklorique ukrainienne populaire et a servi d'emblème de la culture ukrainienne à l'échelle mondiale. La chanson a également été interprétée par au moins cinq autres chanteurs ukrainiens, dont Kvitka Cisyk, que Pavlychko décrira plus tard comme son interprétation préférée. La chanson a également été traduite en français et en anglais, cette dernière traduction étant controversée en raison de sa violation du droit d'auteur et des protestations de la famille de Bilash.
En Ukraine, cependant, la chanson a reçu un accueil mitigé, avec des dénonciations de la chanson et des persécutions de ses auditeurs. BBC News Ukrainian a suggéré que cela était dû à la brève période pendant laquelle Pavlychko était soldat de l'armée insurrectionnelle ukrainienne. Malgré cela, « Deux Couleurs » a persisté et a été fréquemment cité après la mort de Pavlychko comme étant son œuvre la plus importante.